# Красная Вольта
Красная Вольта (англ. Red Volta, фр. Volta Rouge) — река в Западной Африке. Длина около 266 км, её бассейн охватывает площадь в 12 111 км². Не судоходна. Исток находится в Буркина-Фасо при слиянии рек Зулугу и Сикука. Впадает в Белую Вольту в Гане.
Недалеко от истока Красной Вольты расположена столица Буркина-Фасо — Уагадугу.